# Chichimilá
Chichimilá é um município do estado do Iucatã, no México. Conta com uma extensão territorial de 358,59 km². A população do município calculada no censo 2005 era de 7.439 habitantes.